# Smeringochernes carolinensis
Sous-genre
Espèce
Smeringochernes carolinensis, unique représentant du sous-genre Gressittochernes, est une espèce de pseudoscorpions de la famille des Chernetidae.

## Distribution
Cette espèce est endémique des îles Carolines. Elle se rencontre aux États fédérés de Micronésie et aux Palaos.

## Description
La femelle holotype mesure 1,4 mm et le mâle paratype 1 mm.

## Étymologie
Son nom d'espèce, composé de carolin[es] et du suffixe latin -ensis, « qui vit dans, qui habite », lui a été donné en référence au lieu de sa découverte, les îles Carolines.

## Publication originale
- Beier, 1957 : Pseudoscorpionida. Insects of Micronesia, vol. 3, p. 1-64 (texte intégral).